# 小比伦峰

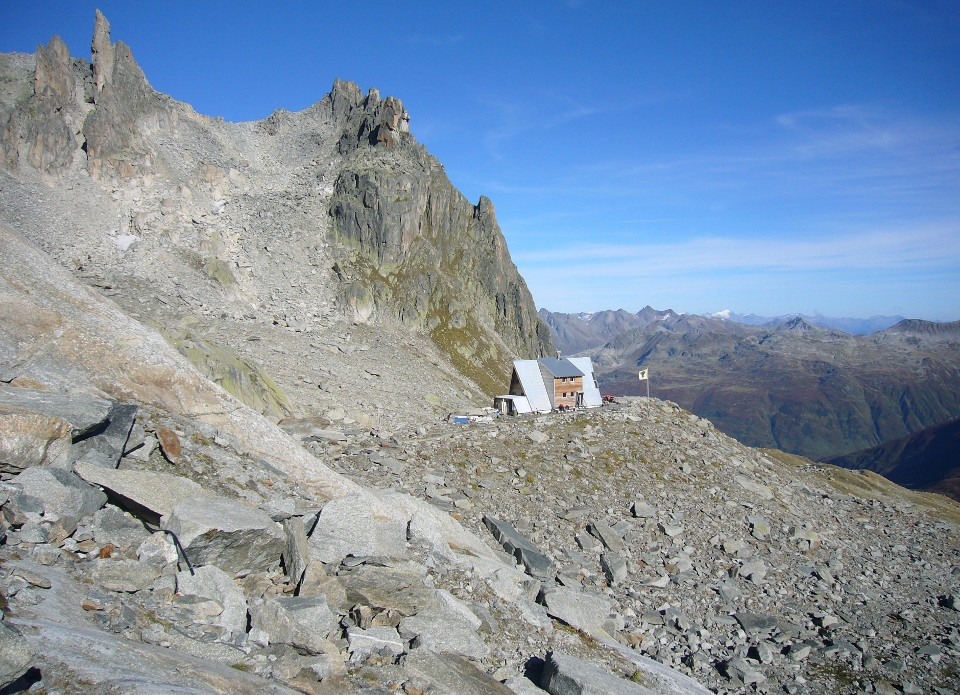

46°35′56″N 8°26′06″E / 46.59891°N 8.43489°E
小比伦峰（德語：Chli Bielenhorn）是瑞士烏里州的山峰，位於該國南部，屬於烏里山的一部分，距離大比伦峰0.5公里，海拔高度2,940米，每年平均降雨量2,465毫米。